# Orthoplastie
Les orthoplasties sont des orthèses d'orteils, amovibles, sur mesure, destinées à traiter les déformations et leurs conséquences. 
Les orthoplasties de posture sont réalisées pour diminuer les déformations réductibles.
- Les orthèses de nuit (contention nocturne), en matériau rigide, permettent de limiter les déformations sans toutefois corriger les déformations existantes.

- Les orthèses de jour (orthoplastie de protection pour les déformations non-réductibles) portées dans la chaussure, sont réalisées en élastomère de silicone très souple. Des butées modifient la position de l'orteil et évitent la pression élective au niveau de la zone à protéger en reportant celle-ci à la périphérie. Elles sont à même de supprimer les contraintes et font donc régresser l’hyperkératose, elles représentent le traitement de nombreuses pathologies chroniques.

- Les orthèses chez l'enfant (orthoplasties posturales à visée correctrice, utilisées également sur les déformations réductibles) ont vocation à corriger définitivement les orteils ou du moins à stopper l'évolution de celles-ci. Dans ce cas la dureté du silicone est plus élevée, et les épaisseurs sont diminuées (→ chevauchement d'orteils, hallux valgus).